# Józef Hałas
Józef Hałas (ur. 7 stycznia 1927 w Nowym Sączu, zm. 1 stycznia 2015 we Wrocławiu) – polski malarz i pedagog, klasyk polskiej sztuki współczesnej. Studiował malarstwo we Wrocławiu pod kierunkiem prof. Eugeniusza Gepperta.

## Twórczość
Od pierwszej wystawy indywidualnej w 1955 roku, brał udział w ponad trzystu ekspozycjach w kraju, także na granicą. W roku 2005 pokaz prac artysty zorganizowała Narodowa Galeria Sztuki Zachęta. W wydanym z tej okazji katalogu dyrektorka Agnieszka Morawińska stwierdziła:” Józef Hałas ze swoim zdyscyplinowanym i konsekwentnym malarstwem to jeden z klasyków XX wieku, obok pokazywanych niedawno w Zachęcie Stanisława Fijałkowskiego, Jerzego Nowosielskiego, Stefana Gierowskiego. Należący do pokolenia Arsenału – uczestnik tej wystawy – od studiów po dziś wierny jednemu artystycznemu środowisku, Wrocławiowi”.
Równolegle z obrazami olejnymi, zamkniętymi w cyklach: Figury, Góry, Wnętrza, Przeciwstawienia, Piony – Skosy, tworzył gwasze i rysunki. Jego Gwasze Kieszonkowe, Kompozycje oparte na krzyżu, Wnętrza, uznawane są za wybitną kreację malarską w sztuce polskiej, równie ważną jak malarstwo sztalugowe. Rysunki z cyklu Przeciwstawienia zamieścił w latach 60. Stanisław Stopczyk w szkolnym podręczniku do plastyki.
Ważną realizacją Hałasa było Malarstwo na śniegu z 1971 roku. Autorski, siedmiominutowy zapis wideo z powstawania błękitno-czerwonego obrazu we wrocławskim plenerze, trafił do zbioru Dolnośląskiej Zachęty. Kadr z tego filmu zapowiadał reprezentacyjną, zbiorową wystawę „Pełnia sztuczna”, zrealizowaną przez Muzeum Współczesne Wrocław (2012).
Dzieła Hałasa widoczne są w przestrzeni miejskiej Wrocławia, np. jego mozaiki zrealizowane w latach 60. na budynkach przy ul. Podwale (budynki mieszkalne przy ulicy Podwale 45-56) i witraże w kościele świętej Rodziny na Sępolnie.
W 2011 roku uczestniczył w projekcie Fundacji Galeria 2 piętro: „Lubiąż. Od Willmanna do Hałasa”, malując największy w swej karierze obraz z cyklu Duże Figury (20 m kwadratowych). W 2012 roku miał dwie wystawy jubileuszowe (85. lecie urodzin) we wrocławskim Muzeum Narodowym i dużą retrospektywę w BWA Sokół w Nowym Sączu.
Dwa ostatnie lata swego życia poświęcił malowaniu wielkich formatów (2 × 2 m), płótna te są kontynuacją przełomowych idei malarskich artysty – m.in. cykle Piony – Skosy czy Przeciwstawienia. Zostały one pokazane na ostatniej za życia artysty wystawie „Hałas'14 Młodość”, w Mia Art Gallery we Wrocławiu, w grudniu 2014 roku.
Pochowany na Cmentarzu Osobowickim we Wrocławiu w Alei Zasłużonych.

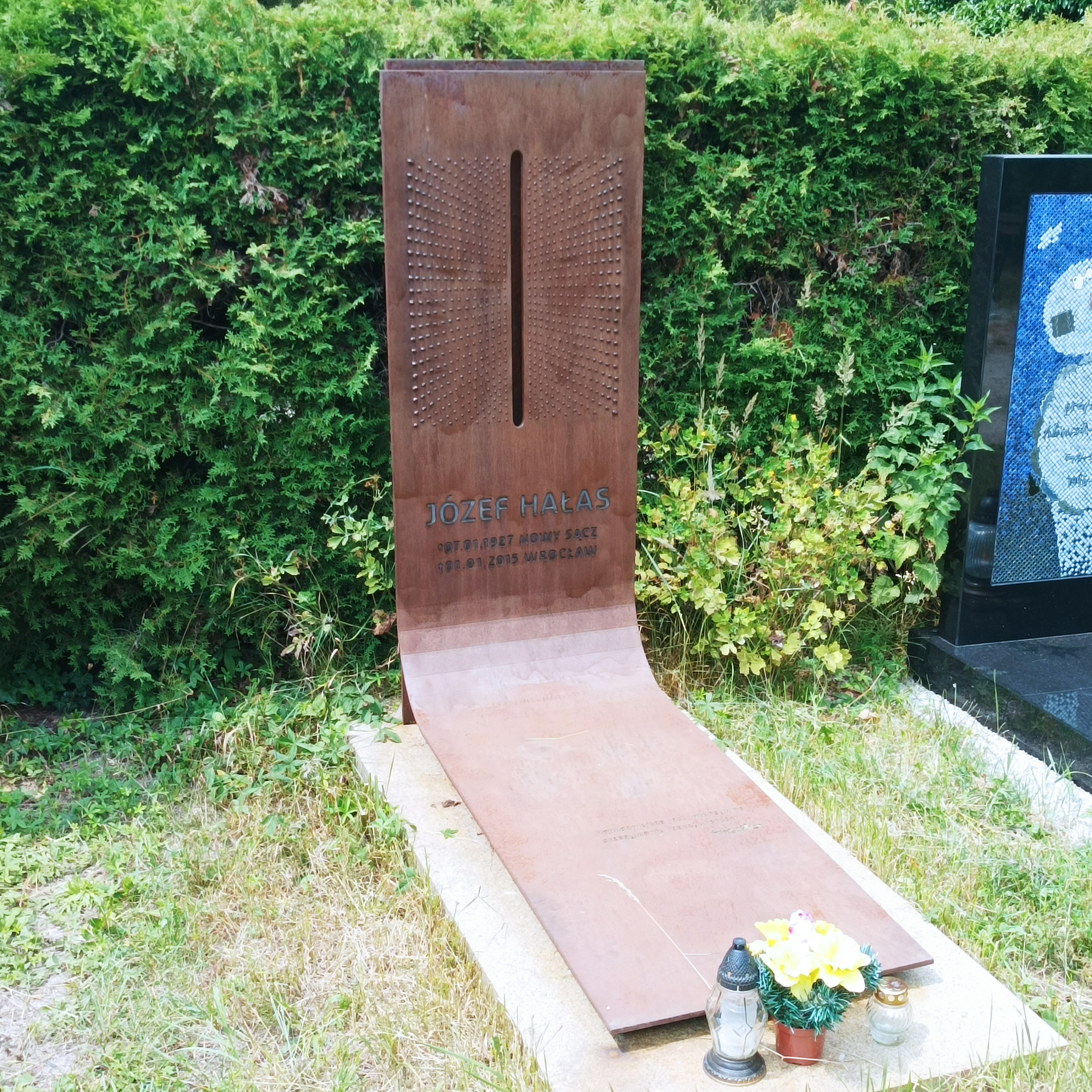
Grób Józefa Hałasa na Cmentarzu Osobowickim

## Odznaczenia i nagrody
Był laureatem nagród: Grand Prix – Festiwalu Malarstwa Współczesnego w Szczecinie w 1966 roku, Nagrody Miasta Wrocławia w 1969 roku, Nagrody Kolegium Rektorów (Wrocław) w 1989 roku, Najlepsza Wystawa 2000 Roku (ZPAP) w BWA Awangarda, Śląskiej Nagrody Kulturalnej Kraju Dolnej Saksonii w roku 2002. Otrzymał także Złoty Medal „Zasłużony Kulturze Gloria Artis”, przyznany mu w 2006 roku za całokształt twórczości.

## Upamiętnienie
Czterdziestolecie pracy artystycznej Józefa Hałasa uhonorowało Muzeum Narodowe we Wrocławiu wystawą retrospektywną (1994). Przy tej okazji powstał film Iwony Rosiak: „Pejzaż z górą w tle”.
Z okazji jubileuszu 80. lecia urodzin artysty rektor ASP Prof. Jacek Szewczyk powiedział Gazecie Wyborczej: „Wpływ profesora Hałasa na styl szkoły wrocławskiej jest olbrzymi. Jego koncepcja malarstwa oparta na zachwycie naturą i jej twórczej analizie powraca w akademii do dziś. I choć od 10 lat nie pracuje na uczelni, jest tu ciągle obecny przez zapatrzenie. Jest mistrzem dla kolejnych pokoleń”.
28 kwietnia 2017 roku w podwórku przy skrzyżowaniu ulic Podwale i Czystej we Wrocławiu odsłonięto pamiątkową tablicę poświęconą Józefowi Hałasowi. Tablicę odsłonił rektor Akademii Sztuk Pięknych we Wrocławiu prof. Piotr Kielan oraz córka artysty Katarzyna Hałas.